# 大桐木湾村古建筑群
大桐木湾村古建筑群，位于中国广西壮族自治区灵川县海洋乡大桐木湾村，为一个省级文物保护单位，类型为古建筑，为第六批广西壮族自治区文物保护单位，公布时间为2009年5月4日。
大桐木湾村古建筑群的历史年代为清－民国。